# U-Bahnhof Sengelmannstraße
Der U-Bahnhof Sengelmannstraße ist eine Haltestelle der Hamburger U-Bahn im Stadtteil Alsterdorf. Das Kürzel der Station bei der Betreiber-Gesellschaft Hamburger Hochbahn lautet „SE“. Werktäglich steigen hier durchschnittlich 8600 Personen ein und aus (mo–fr, 2019).

## Station

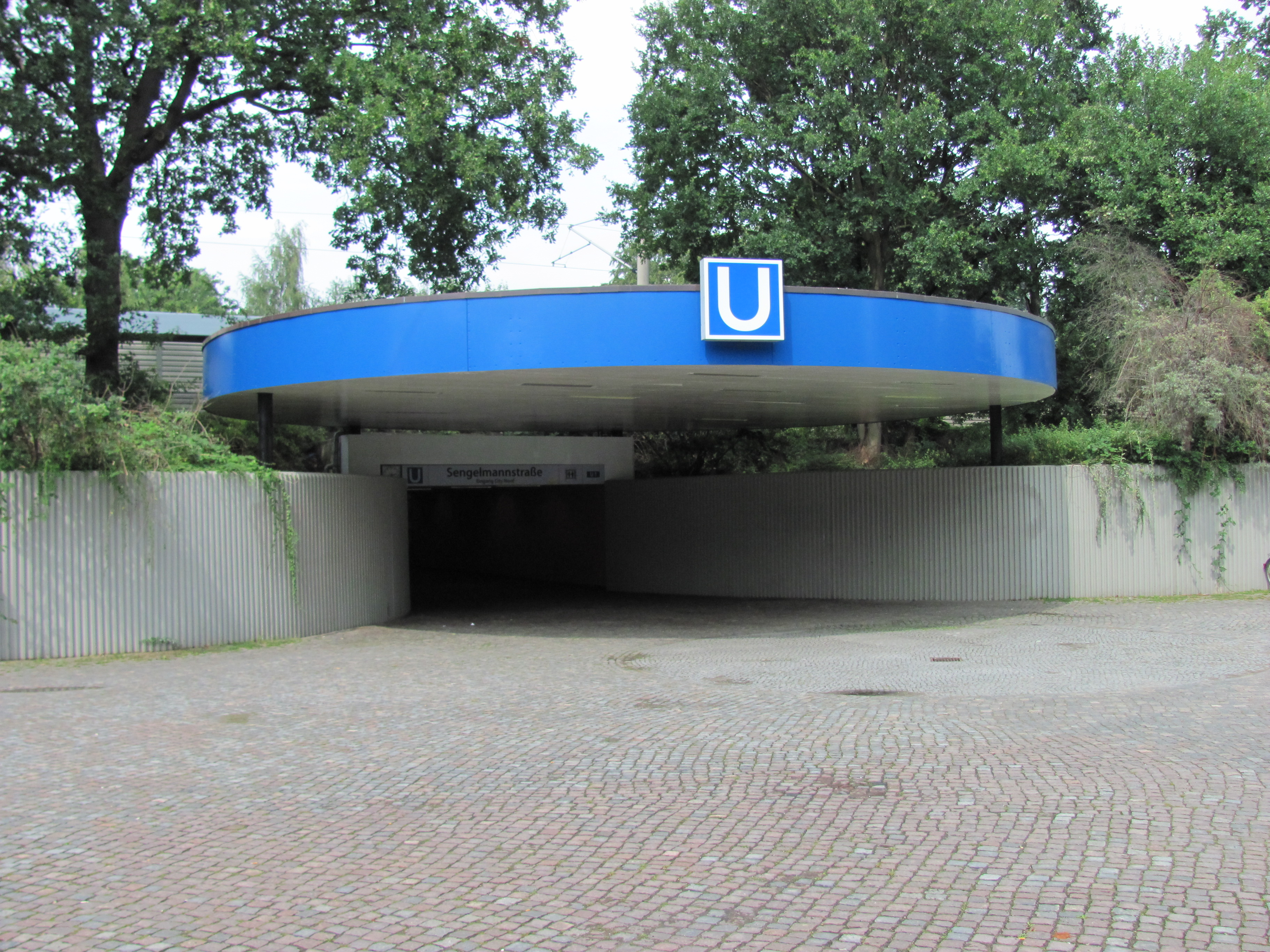
Zugangsbauwerk von Süden gesehen

Die Sengelmannstraße ist eine Station der Linie U1 am Südrand des Stadtteils Alsterdorf auf der Grenze zur City Nord, die zu Winterhude gehört. Die Anlage verfügt über zwei jeweils über 120 Meter lange Mittelbahnsteige. Direkt südlich des U-Bahnhofs liegt das Gleis der auf dem gleichen Bahndamm verlaufenden Güterumgehungsbahn Hamburg, direkt östlich des Bahnsteigs trennen sich die beiden Trassen.
Die Station verfügt im Mittelbereich der Bahnsteige über ein Zugangsbauwerk, das sich auf Straßenebene südlich und nördlich in einem 90°-Winkel zu den Gleisen erstreckt und den Zugang zur Station ermöglicht. Von hier führt eine Schalterhalle mit den Fahrkartenautomaten zu den beiden Bahnsteigen. Der Zugang zu den Bahnsteigen erfolgt über Rolltreppen, feste Treppen und je einen Fahrstuhl pro Bahnsteig, wodurch die Barrierefreiheit gewährleistet ist.
Der nördliche Bahnsteig ist Teil des Baus der U5, die, von Bramfeld kommend, hier an die U1 anschließen und in einem ersten Schritt weiter bis in die City Nord führen soll. Dafür wurde die Ausfädelungsfläche westlich des Bahnhofs im Oktober 2021 gerodet. Die inneren Gleise sollen wie bei der ursprünglichen Planung für die U4 nun von der U5, die äußeren von der U1 genutzt werden.
Südwestlich des Zugangsbauwerks, das gleichzeitig als Verbindungsgang zur Nordseite dient, befindet sich der als Kfz-Zufahrt dienende Halifaxweg als Sackgasse mit einer Wendeanlage, die zeitweilig von hier endenden Bussen der Buslinie 218 von/nach Steilshoop und Bramfeld genutzt wird. Zu den an der Nordseite der City Nord auf dem Überseering verkehrenden Buslinien 23, 28, 218 und 179 führt der Fußweg Manilaweg, der über eine Brücke auch durch die zentrale Grünachse der City Nord und weiter zum Stadtpark führt.

## Geschichte

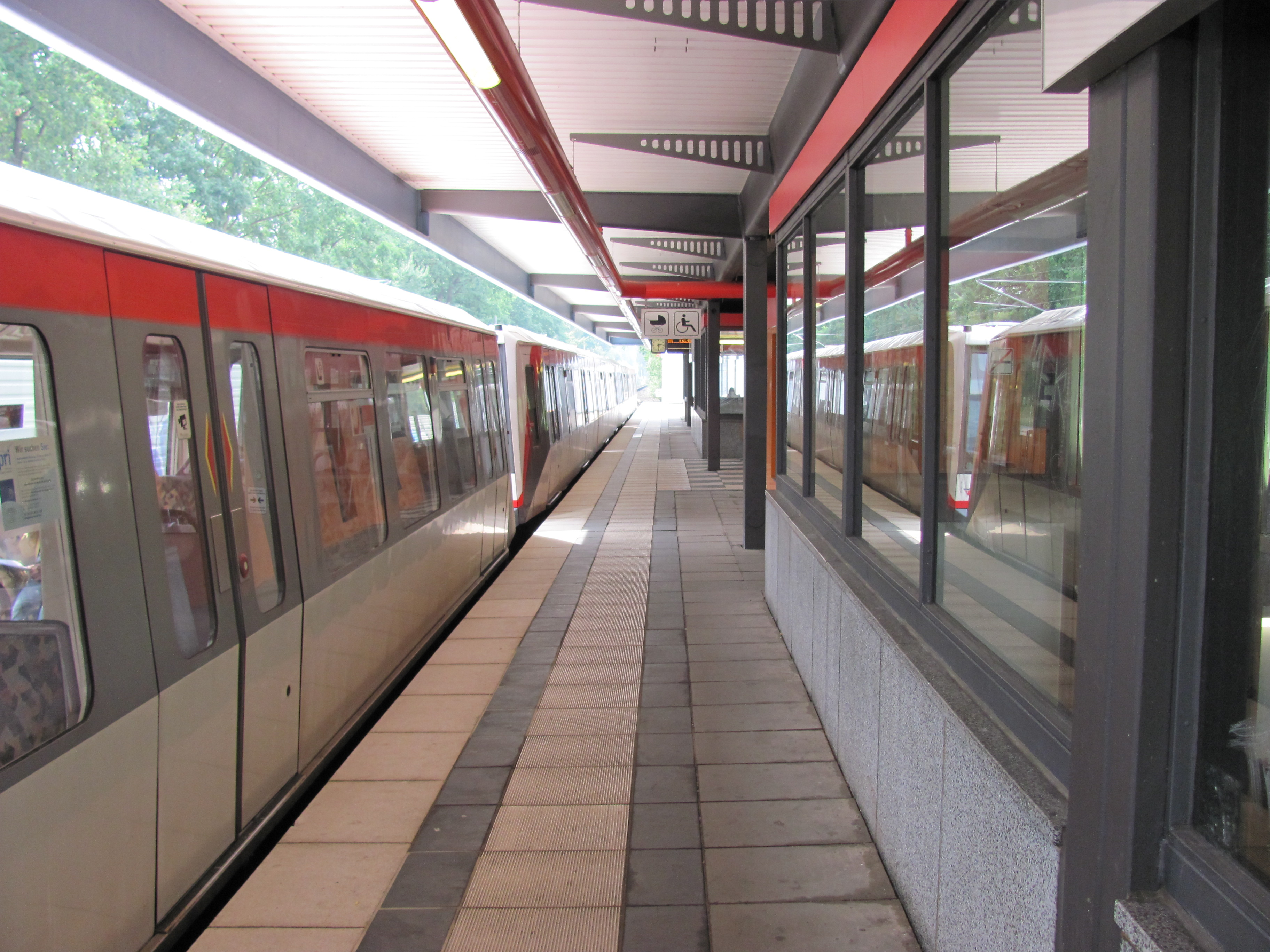
Zug am alten Bahnsteig in der Haltestelle

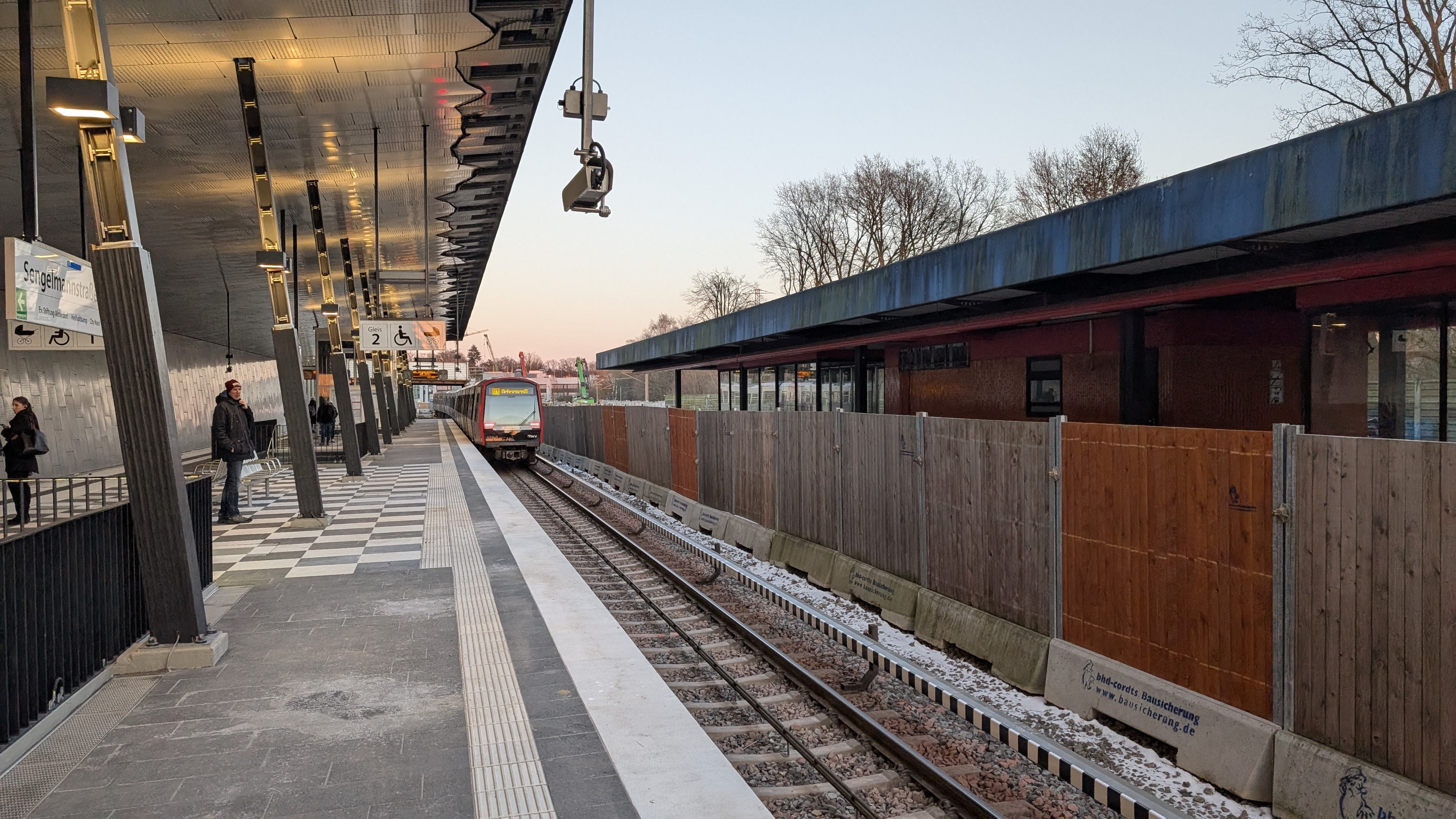
Blick vom neuen Bahnsteig auf den alten Bahnsteig. Das sichtbare Gleis wird zukünftig von der U5 befahren werden; hier jedoch noch von der U1

Der U-Bahnhof Sengelmannstraße wurde erst in den 1970er Jahren nachträglich in die U-Bahn-Strecke Kellinghusenstraße – Ohlsdorf eingefügt. Grund war die in den 1960er und 1970er Jahren erbaute City Nord als bedeutender Bürostandort. Der Bau der Station begann 1973, zwei Jahre später wurde sie in Betrieb genommen. Die örtliche Politik fordert seit mehreren Jahren, dass neben dem südlichen Ausgang in Richtung City Nord auch der nördliche Ausgang in Richtung der Alsterdorfer Gartenstadt barrierefrei ausgebaut wird. Ein entsprechender Antrag der FDP-Fraktion wurde 2019 von der Bezirksversammlung Hamburg-Nord einstimmig beschlossen.
Der zweite Bahnsteig war ursprünglich zum bahnsteiggleichen Umstieg von den Zügen der Linie U1 zur in den 1970er Jahren geplanten U4 vorgesehen. Mit der Inbetriebnahme der U4 wäre ein Richtungsbetrieb eingerichtet worden: Züge beider Linien Richtung Innenstadt wären vom nördlichen Bahnsteig aus gefahren, der südliche Bahnsteig hingegen wäre von Zügen aus Richtung Innenstadt bedient worden. Da die U4 so nicht realisiert wurde, blieb der nördliche Bahnsteig ungenutzt und diente lediglich als Standort für Werbeplakate, während die Vegetation ihn allmählich überwucherte. Westlich des Bahnhofs war der Ort des für die U4 vorgesehenen Ausfädelungsbauwerks erkennbar. Die Gleise der U1 entfernten sich hier fast 20 Meter voneinander. Zwischen beiden Gleisen der U1 werden die Gleise der nun in Bau befindlichen U5 von/zur City Nord aus einem Tunnel auftauchen.
Vom 4. November 2024 bis zum 17. Februar 2025 war der U-Bahnhof Sengelmannstraße wegen der Bauarbeiten gesperrt, wobei die Züge der Linie U1 die Station teilweise ohne Halt passierten. Grund hierfür war auch der Neubau des nördlichen Bahnsteigs mit Schutzwand zur nördlichen Umgebung und einem neuen großen Bahnsteigdach. Seit dem 17. Februar 2025 halten die U1-Züge beider Richtungen am erneuerten nördlichen Bahnsteig. Der bisherige südliche Bahnsteig wird jetzt erneuert und soll bis 2027 fertiggestellt werden.
| Linie | Verlauf |
| ----- | --- |
| U 1   | Norderstedt Mitte – Richtweg – Garstedt – Ochsenzoll – Kiwittsmoor – Langenhorn Nord – Langenhorn Markt – Fuhlsbüttel Nord – Fuhlsbüttel – Klein Borstel – Ohlsdorf – Sengelmannstraße (City Nord) – Alsterdorf – Lattenkamp (Sporthalle) – Hudtwalckerstraße – Kellinghusenstraße – Klosterstern – Hallerstraße – Stephansplatz (Oper/CCH) – Jungfernstieg – Meßberg – Steinstraße – Hauptbahnhof Süd – Lohmühlenstraße – Lübecker Straße – Wartenau – Ritterstraße – Wandsbeker Chaussee – Wandsbek Markt – Straßburger Straße – Alter Teichweg – Wandsbek-Gartenstadt – Trabrennbahn – Farmsen – Oldenfelde – Berne – Meiendorfer Weg – Volksdorf / Streckenast Ohlstedt – Buckhorn – Hoisbüttel – Ohlstedt \ Streckenast Großhansdorf – Buchenkamp – Ahrensburg West – Ahrensburg Ost – Schmalenbeck – Kiekut – Großhansdorf |
| U 5   | im Bau: Bramfeld – Steilshoop – Barmbek Nord – Sengelmannstraße – City Nord (Stadtpark) – (in Planung:, vorläufige Namen kursiv: Borgweg – Jarrestraße – Beethovenstraße – Uhlenhorst – St. Georg – Hauptbahnhof Nord – Stephansplatz – Universität – Grindelhof – Hoheluftbrücke – Gärtnerstraße – Universitätsklinikum – Siemersplatz/Behrmannplatz – Hagenbecks Tierpark – Sportplatzring – Stellingen – Arenen Volkspark) |